# De Naald (Baarn)
De Naald is een beeld in de Nederlandse gemeente Baarn van beeldhouwer Gerard Höweler. Het beeld is een aandenken aan het 100-jarig bestaan van Het Baarnsch Lyceum in 2019.
De Naald is een abstract beeld in lichtgrijze natuursteen op een sokkel van donker graniet. Het object refereert aan de Naald van Waterloo aan de Stadhouderslaan tussen Baarn en Soest. De Naald van Waterloo herinnert aan aan de overwinning van de Nederlandse troepen onder de Prins van Oranje bij Quatre-Bras op 16 juni 1815. De Naald van Höweler staat voor de muur van het lyceum en wijst omhoog naar de letters van de naam van de school.

## Oud-leerling
Gerard Höweler was een oud-leerling van het Incrementum, dependance van Het Baarnsch Lyceum.
Het Incrementum werd in 1952 speciaal opgericht voor de prinsessen Beatrix, Irene, Margriet en Christina. In het oprichtingsjaar 1951 begon Höweler, met klasgenote prinses Irene, aan zijn middelbare schoolopleiding. In 1959 slaagde hij voor zijn examen gymnasium-bèta. 
Na een opleiding aan de Zeevaartschool Amsterdam (1959) en een loopbaan bij de wilde vaart, die hem uiteindelijk niet zou bevallen, koos hij voor de Rietveldacademie te Amsterdam (1963) om in 1966 voor het hakken in steen te kiezen. 

## Affiniteit met steen
Höweler had veel affiniteit met steen, deels veroorzaakt door de weerstand die hij bij het werken in de steen moest overwinnen. Het gaf hem voldoening dat hij zich hiervoor met heel zijn lichaam moest inzetten. Ook het feit dat hij het materiaal met eenvoudig handgereedschap te lijf ging, net zoals de werkers in de prehistorie, speelde mee. 